# Hồ Văn Mười (sinh năm 1940)
Hồ Văn Mười (1940 – 21 tháng 6 năm 1966) là một Anh hùng Lực lượng vũ trang nhân dân, nhà cách mạng Việt Nam, nguyên Bí thư Chi bộ, Xã đội trưởng xã Thới Sơn, huyện Châu Thành (nay là thành phố Mỹ Tho).

## Tiểu sử
Hồ Văn Mười thường được biết đến với bí danh "Mười Nhỏ" sinh năm 1940 trong một gia đình nông dân nghèo tại ấp Thới Thuận, xã Thới Sơn, huyện Châu Thành (nay là thành phố Mỹ Tho). Từ nhỏ, ông đã chứng kiến chiến tranh giữa Việt Nam và Pháp, Mỹ. Năm 1960, ông tìm gặp Phan Minh Thanh (nguyên Phó Bí thư Tỉnh ủy, Chủ tịch Ủy ban nhân dân tỉnh Tiền Giang) để xin tham gia vào lực lượng du kích xã. Sau một năm tham gia chiến đấu, ông trở thành Tiểu đội trưởng, trực tiếp chỉ huy lực lượng du kích 2 ấp Thới Hòa và Thời Thuận của xã Thới Sơn. Ông và đồng đội đã đánh hạ và thu được nhiều vũ khí, quân trang của quân đội Mỹ. Năm 1962, ông được kết nạp vào Đảng Cộng sản Việt Nam. Một năm sau, ông trở thành Xã đội trưởng xã Thới Sơn.
Trong những năm 1960 đến 1966, ông đã tổ chức và chỉ huy nhiều trận đánh lớn nhỏ, ngăn cản được nhiều cuộc càn quét và bắt giữ được nhiều quân nhân quân đội Mỹ, thu giữ được nhiều loại súng, đạn. Xã Thới Sơn bấy giờ trở thành "Cù lao Chông" nổi tiếng trong vùng. Ngày 21 tháng 6 năm 1966, ông tổ chức một trận đánh phục kích vào đồn lính ở khu vực đầu cồn ấp Thới Bình. Ông đã hy sinh trong trong trận đánh này khi chỉ mới 26 tuổi. Ngày 23 tháng 10 năm 2010, Chủ tịch nước Việt Nam đã ký quyết định 212/QĐ-CTN truy tặng Hồ Văn Mười và nhiều liệt sĩ khác danh hiệu Anh hùng Lực lượng vũ trang nhân dân.

## Khen thưởng
- Huân chương Chiến sĩ giải phóng hạng Nhì, Ba
- Danh hiệu Anh hùng Lực lượng vũ trang nhân dân (2010)